# Mimosa diplotricha
Espèce
Classification phylogénétique
Mimosa diplotricha, la grande sensitive ou sensitive géante, est une espèce de plantes à fleurs dicotylédones de la famille des Fabaceae, sous-famille des Mimosoideae, originaire des régions tropicales d'Amérique du Sud.
L'espèce s'est répandue dans la plupart des régions tropicales humides du monde, très souvent elle a été importée et est devenue envahissante.
Mimosa diplotricha est utilisée comme couvert végétal ou comme engrais vert dans diverses régions tropicales.

## Description

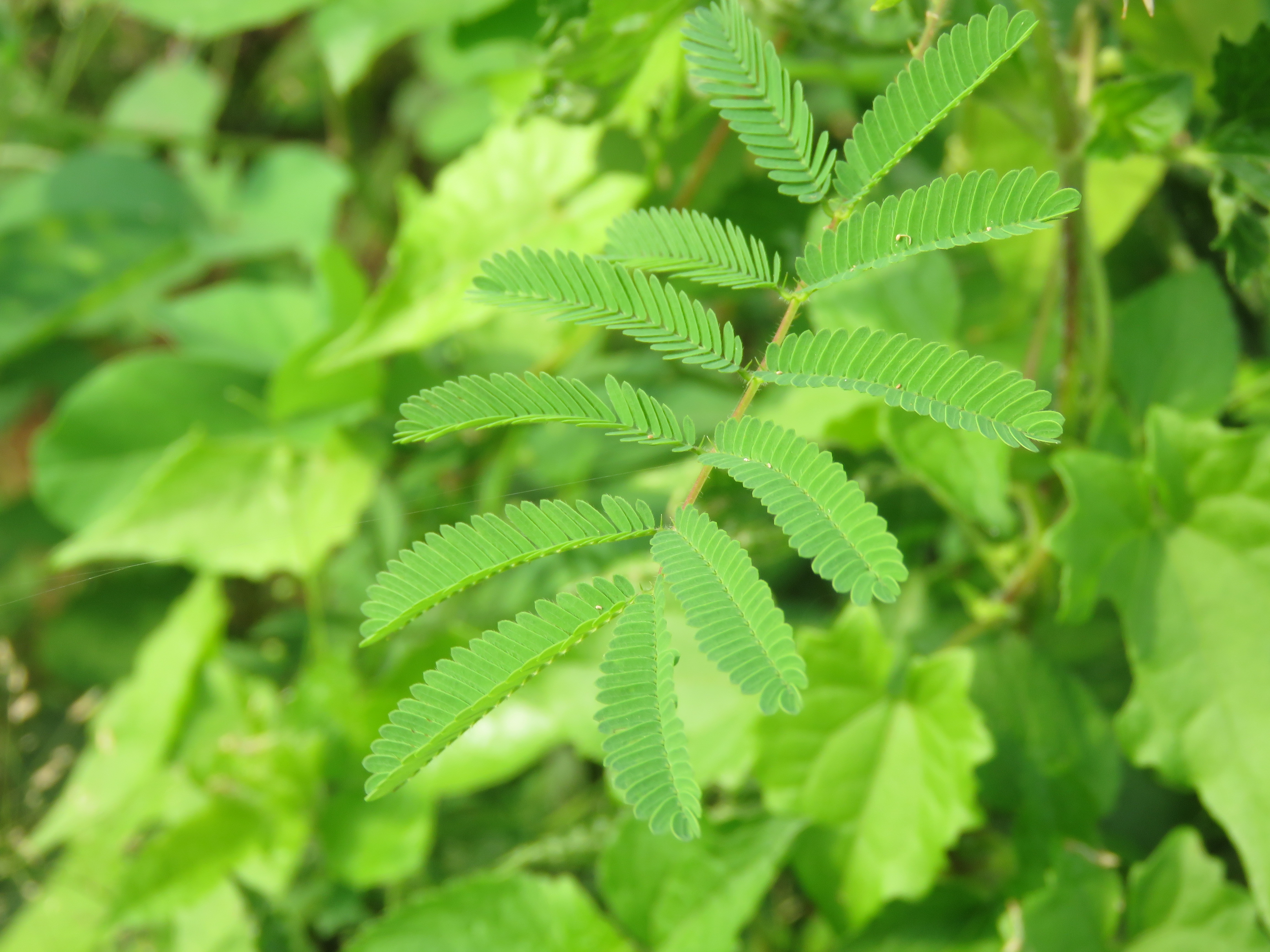
Feuille.

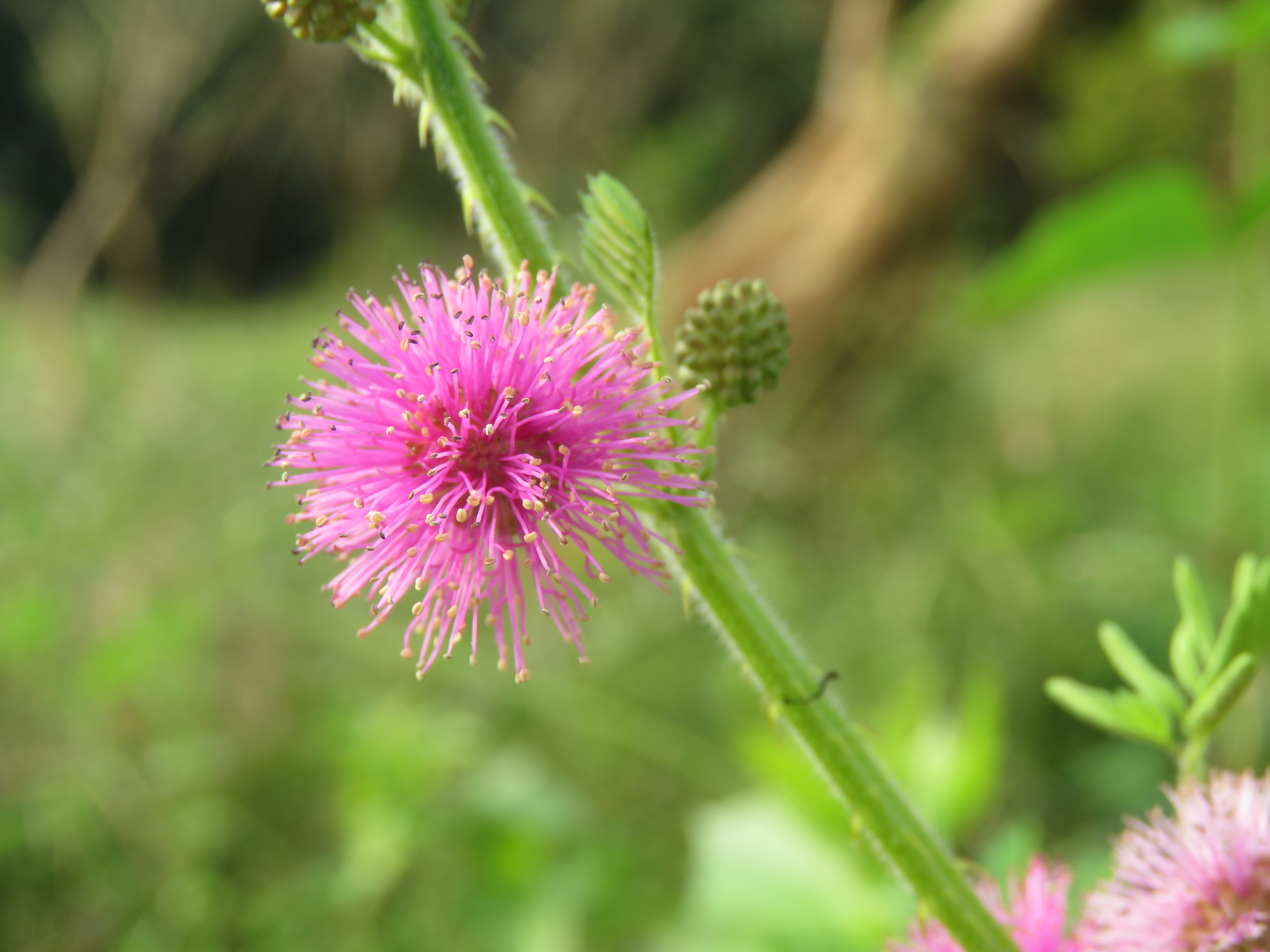
Glomérule.

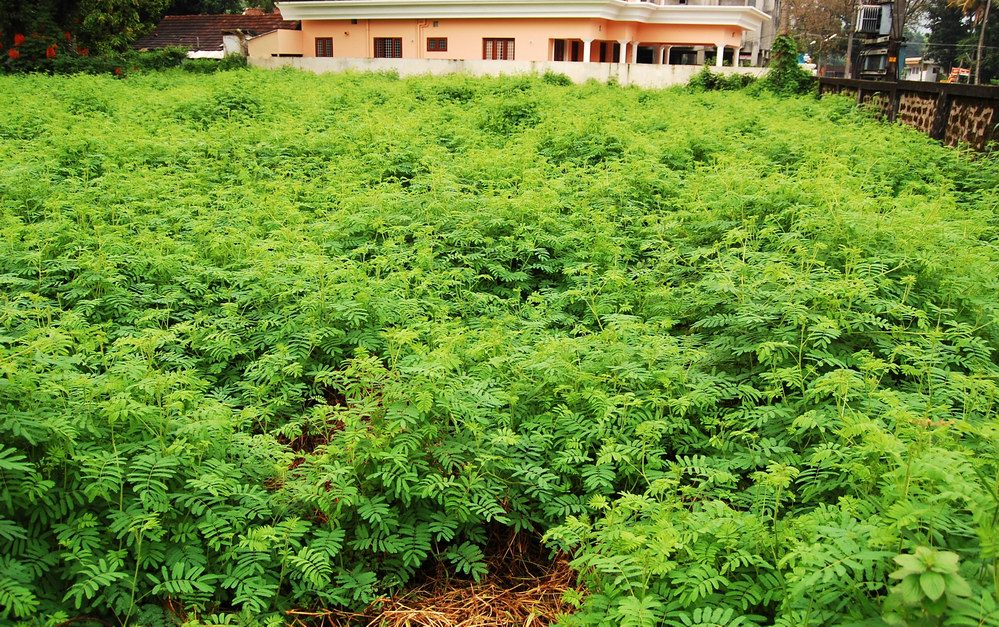
Fourrés denses.

### Aspect général
Ce sont des arbrisseaux buissonnants, fortement ramifiés, lignifiés à la base, formant des masses basses enchevêtrées de 1 à 2 mètres de haut, ou grimpant sur les autres végétaux grâce à ses tiges épineuses qui peuvent atteindre 6 mètres de long.

### Feuilles
Les feuilles, alternes, sont finement bipennées, composées de 5 à 7 paires de folioles elles-mêmes fortement découpés rappelant un peu les frondes des fougères. Les feuilles sont sensitives et se referment doucement dès qu'on les touche.

### Fleurs
Les fleurs, rose-violet, sont groupées en glomérules. Elles sont mellifères.

### Fruits
Les fruits sont des gousses plates, allongées, courbées ou torsadées, poilues et aiguillonnées, contenant 2 à 4 graines de 2,5 à 3 millimètres de long. Ils forment généralement des groupes compacts de 5 à 20 gousses. Les graines se dispersent par zoochorie ou aquachorie. Leur dormance est longue, pouvant dépasser les 50 ans.

## Répartition
Originaire d'Amérique tropicale, cette espèce est devenue envahissante en Australie, dans l'Océan Indien et en Océanie.
En Nouvelle-Calédonie, où elle a été introduite en 1944 par la Chambre d'Agriculture en tant que plante fourragère et sous une forme sans crochets, elle a été délaissée progressivement par le bétail en raison de ses crochets réapparus au fil des mutations. Le Code de l'environnement de la Province Sud interdit l’introduction dans la nature de cette espèce ainsi que sa production, son transport, son utilisation, son colportage, sa cession, sa mise en vente, sa vente ou son achat.

## Taxinomie

### Synonymes
Selon The Plant List (12 avril 2019) :
- Mimosa invisa C.Mart.
- Mimosa invisa Mart., non Mart. ex Colla[7]
- Mimosa longisiliqua Lam.
- Morongia pilosa Standl.
- Schrankia brachycarpa Benth.
- Schrankia pilosa (Standl.) J.F.Macbr.

### Liste des variétés
Selon The Plant List (12 avril 2019) :
- Mimosa diplotricha var. diplotricha
- Mimosa diplotricha var. inermis (Adelb.) M.K. Alam & M. Yusof